# セブリーヌ・バンデネンド
セブリーヌ・バンデネンド（Séverine Vandenhende、1974年1月12日 - ）は、フランス、ノール県Dechy出身の柔道家。2000年シドニーオリンピック柔道女子63kg級金メダリスト。
1995年のユニバーシアード（日本、福岡）61kg級で鄭成淑に決勝で敗れ銀メダルを獲得。1997年世界柔道選手権大会（フランス、パリ）では61kg級のチャンピオンとなった。
自身初のオリンピックでは決勝で中国の李淑芳を破り、金メダルを獲得した。

## 主な戦績
61kg級での戦績
- 1992年 - 世界ジュニア　3位
- 1992年 - ヨーロッパジュニア　2位
- 1994年 - フランス国際　3位
- 1994年 - ハンガリー国際　優勝
- 1994年 - 世界学生　3位
- 1995年 - ユニバーシアード　2位
- 1996年 - フランス国際　3位
- 1996年 - チェコ国際　優勝
- 1996年 - 世界学生　優勝
- 1997年 - ワールドカップ団体戦　3位
- 1997年 - フランス国際　3位
- 1997年 - ヨーロッパ選手権　3位
- 1997年 - 世界選手権　優勝
- 1997年 - 福岡国際　3位

63kg級での戦績
- 1998年 - ハンガリー国際　優勝
- 1998年 - ワールドカップ団体戦　2位
- 2000年 - ロシア国際　3位
- 2000年 - フランス国際　2位
- 2000年 - オランダ国際　5位
- 2000年 - ヨーロッパ選手権　2位
- 2000年 - シドニーオリンピック　優勝
- 2000年 - 韓国国際　優勝
- 2001年 - フランス国際　3位
- 2003年 - ロシア国際　3位